# Ada Ciganlija
L'Ada Ciganlija (in serbo cirillico, Ада Циганлија) è un'isola del fiume Sava, trasformata in penisola, che sorge all'interno della città di Belgrado, capitale della Serbia. Il lago artificiale (il "Savsko Jezero"), creato chiudendo il braccio meridionale del fiume, e le spiagge lungo le sue rive ne fanno una meta tra le più importanti per il riposo e il divertimento dei cittadini che chiamano l'isola il mare di Belgrado (beogradsko more).

## Localizzazione
L'Ada Ciganlija si trova a 4 chilometri dal centro della città e appartiene alla municipalità di Čukarica. A nord, nel braccio di fiume che la separa da Novi Beograd, sorge l'isola di Ada Međica.

## Geografia

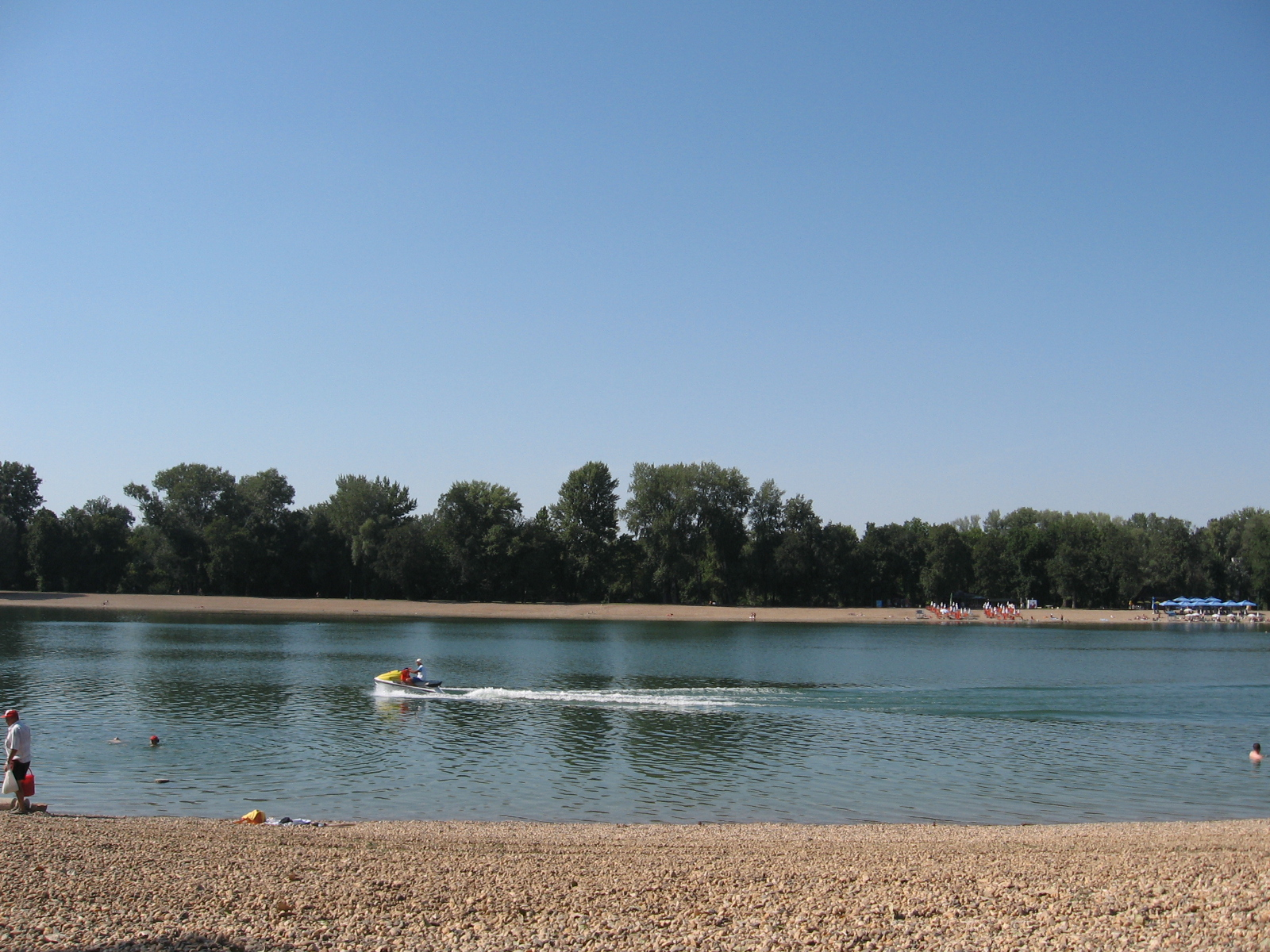
Spiagge lungo il lago

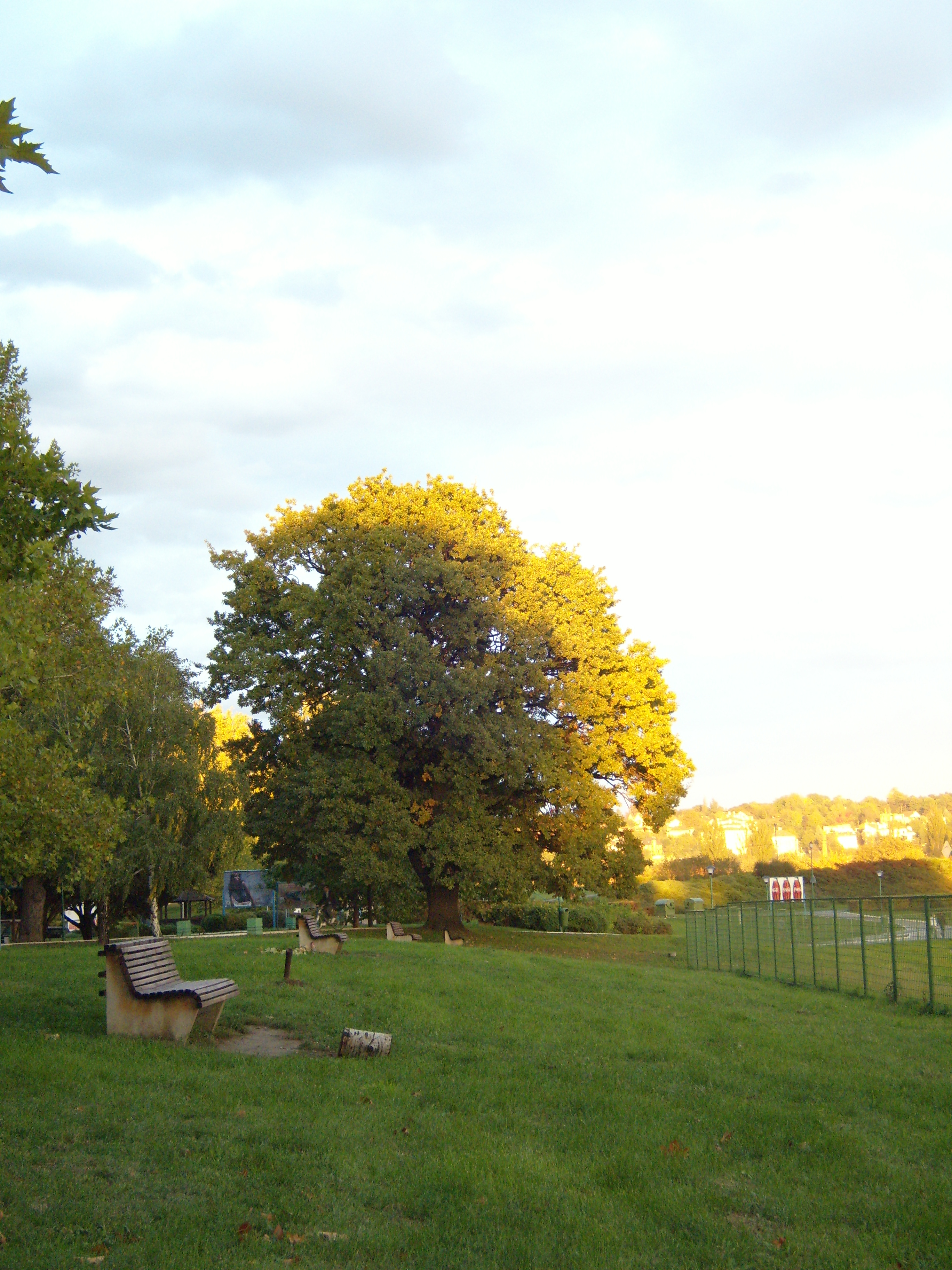
Vegetazione del parco

Nonostante tre dighe artificiali ne abbiano fatto, geograficamente, una penisola, i cittadini belgradesi considerano l'Ada Ciganlija un'isola a tutti gli effetti. Si estende in direzione nordest-sudovest per 6 chilometri e copre un'area di 2,7 km².
Fa parte di un complesso ecosistema di 8 km² di superficie, che comprende l'Ada Međica, la piccola isola di Mala Ciganlija ( divenuta anch'essa penisola, sulla costa meridionale della Sava), la zona verde lungo il fiume sulla sponda di Novi Beograd e tutte le acque interne, compreso il Savsko Jezero e il laghetto dell'isola principale, chiamato Ada Safari.

### Savsko Jezero
Il Lago Sava fu creato nel 1967 con la costruzione di tre dighe nel braccio meridionale del fiume. È lungo 4,2 km e copre un'area di 0,8 km². A sudovest del lago, si apre un altro piccolo bacino, chiamato Taložnik: qui le acque vengono purificate prima di passare nel lago, mediante pompe e tubi sotterranei, o di tornare nel fiume attraverso la diga più occidentale. Il sistema di purificazione delle acque fa parte di un complesso d'infrastrutture e di regolamenti che tendono a salvaguardare scrupolosamente l'ambiente dell'isola.

### Ada Safari
L'Ada Safari è ciò che resta di una più vasta zona palustre bonificata e trasformata in lago nel 1994. Vi sono state introdotte alcune e selezionate specie ittiche quali la carpa, la tinca o il semplice pesce rosso: la pesca è permessa solo dietro il rilascio di una speciale autorizzazione. Un ristorante offre specialità di pesce dove si possono gustare i prodotti del lago. Accanto all'Ada Safari è stato creato uno zoo dove sono stati raccolti esemplari di uccelli tra cui pavoni.

### Clima
Poiché costituisce un particolare ecosistema, l'Ada Ciganlija possiede uno specifico microclima. L'alternanza di acque e terre e la fitta vegetazione rendono l'ambiente più umido e più caldo rispetto al resto della città.

### Flora
La maggior parte del territorio dell'ecosistema di Ada Ciganlija è costituita da boschi. Il tratto di foresta più antico è vecchio di diversi secoli e comprende querce, olmi e betulle; nella metà del XX secolo l'isola fu riforestata, soprattutto con esemplari di pioppi e frassini.
La zona centrale dell'isola è vincolata da strettissime norme ambientali: vi cresce vegetazione spontanea che viene lasciata selvaggia.

### Fauna
Oltre agli anfibi e agli insetti, originari dell'isola e molto abbondanti, la popolazione animale dell'Ada è composta da diverse varietà di mammiferi, come volpi, lepri, cinghiali e caprioli; nel 2006 sono stati introdotti altri 60 esemplari di lepri e 100 di fagiani. Gli uccelli che la popolano sono per lo più pavoncelle, quaglie e germani reali; vi svernano anche numerosi uccelli migratori come i marangoni.

## Storia

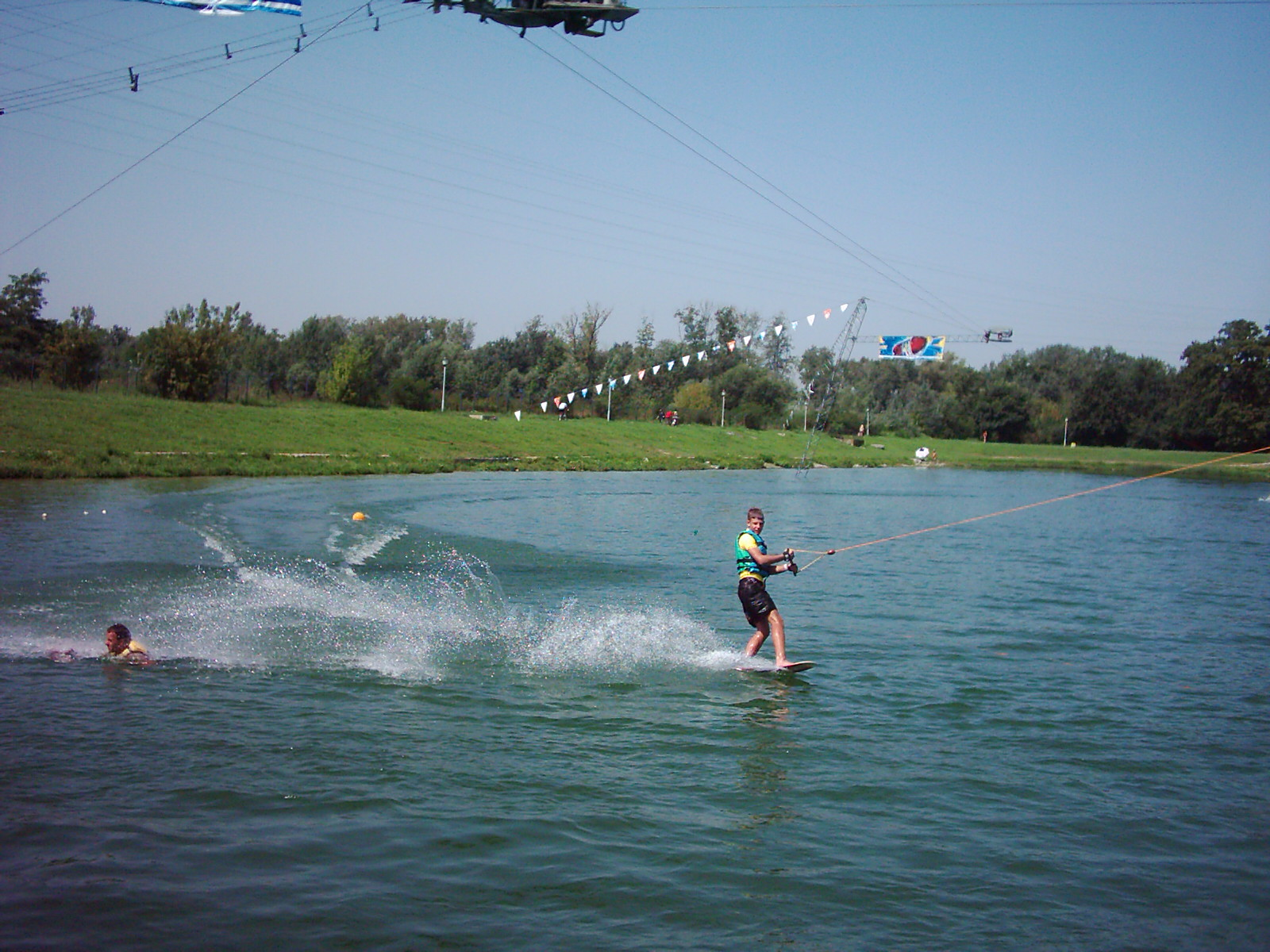
Sport acquatici sul lago

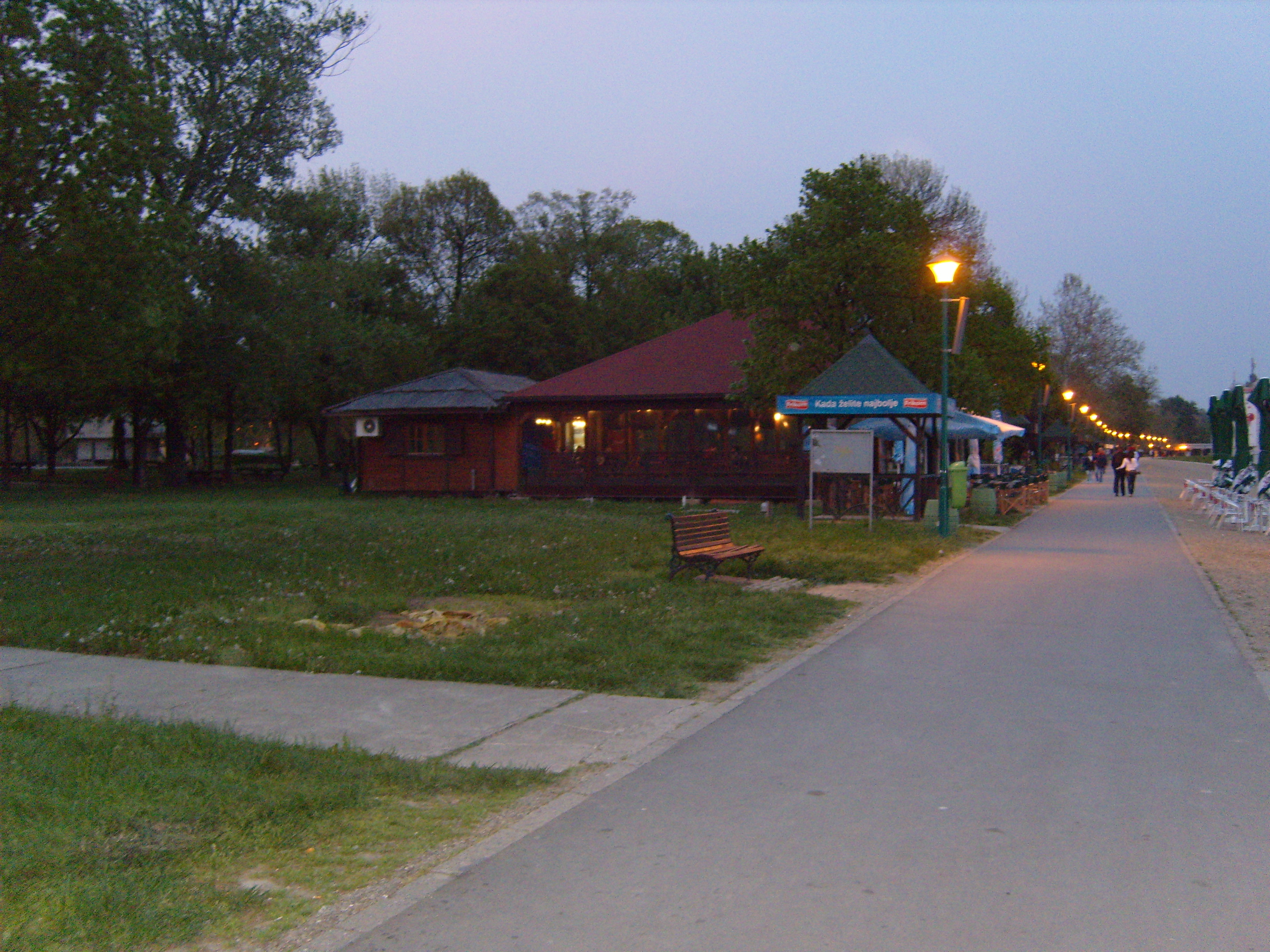
Ristoranti lungo il lago

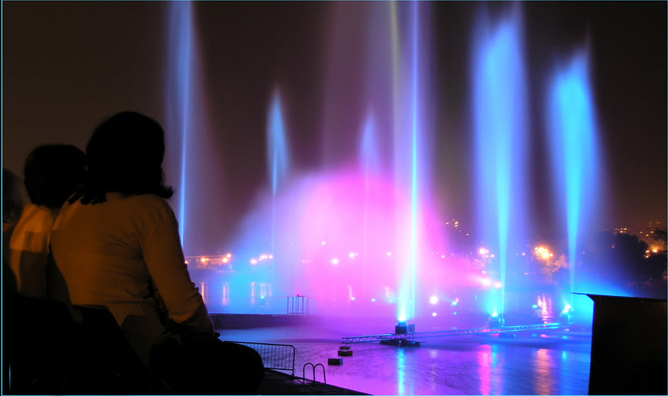
Suoni e luci

Alcune mappe austriache del XVII secolo riportano l'isola denominandola "Zigeuner Insel" ed altre contemporanee italiane, "Isola degli Zingari": questo fa ipotizzare che il nome abbia proprio questo significato, dove la parola Ada di origine turca indica l'isola (che in serbo si dice, piuttosto, ostrvo) e Ciganlija (derivante dalla parola serba cigani) ne specifica chi l'abitasse secoli fa.
Nel 1821, il principe Miloš Obrenović la dichiarò bene protetto, e fino al 1941 vi era dislocato un carcere. La notte del 17 luglio 1947 le autorità comuniste passarono per le armi numerosi politici e militari accusati di aver collaborato con gli occupanti nazisti durante la seconda guerra mondiale, tra cui il capo dei Cetnici e alcuni ministri del governo di Milan Nedić.
Per decenni l'Ada fu un paradiso per pescatori, lasciata selvaggia e senza alcun intervento edilizio. Lo scrittore Branislav Nušić la soprannominò "fiore acquatico" (vodeni cvet) per la sua bellezza. La maggiore spiaggia di Belgrado si trovava di fronte all'isola, davanti alla sua costa nord, nel quartiere di Senjak a Novi Beograd, e fino agli anni sessanta l'Ada restò intatta. È solo tra la fine degli anni '60 e l'inizio dei settanta che nacquero progetti di sviluppo per l'area. L'isola fu collegata alla terraferma e si decise di organizzarvi gare sportive, la prima delle quali fu il Campionato del Mondo di kayak del 1971. Negli anni ottanta si organizzò la rassegna musicale Leto na Adi (estate sull'Ada) trasmessa per anni dalla televisione.
Oggi è amministrata dalla società pubblica "AJ Ada Ciganjia" di proprietà del comune di Belgrado e finanziata anche da iniziative private.

## Infrastrutture e servizi
L'isola è stata organizzata come il punto focale dell'attività sportiva e ricreativa di Belgrado. A questo scopo sono state create numerose infrastrutture: innanzitutto i 7 chilometri di spiagge sulle rive del Savsko Jezero, parte delle quali attrezzata con stabilimenti balneari alcuni con recinti per far nuotare i bambini e parte lasciata libera; un tratto è riservato ai nudisti.
Lungo le spiagge sorgono bar, ristoranti, pub, chioschi e cinema, raggiungibili attraverso un sentiero pedonale affiancato da una pista ciclabile che corrono tutto intorno al lago. All'entrata del parco dell'isola è stato aperto l'hotel "Jezero". Sono presenti numerosi circoli sportivi e impianti sportivi, tra cui un golf club, diversi club di canottaggio, campi da tennis, campi per pallavolo, pallacanestro, calcio, calcetto, paintball, e bocce, attrezzature per lo skateboard, il bungee jumping e gli scacchi, centri per le immersioni e piste per il pattinaggio. La costa nord è utilizzata come porticciolo dove attraccano barche e stazionano case galleggianti. Nel 1996 è stato creato, nel tratto orientale del lago un getto d'acqua sul modello di quello del Lago di Ginevra, alto 140 metri che la notte viene illuminato e vi vengono organizzati spettacoli di suoni e luci.
L'isola è completamente pedonalizzata, possono circolarvi solo le biciclette e un trenino elettrico per i turisti. È raggiungibile con diverse linee di autobus che durante l'estate vengono incrementate per soddisfare il maggior afflusso di visitatori.